# Laura Veirs
Laura Veirs (née en 1973) est une auteur-compositeur-interprète américaine.

## Biographie
Laura Veirs a grandi à Colorado Springs, dans le Colorado, où elle passait souvent ses étés à faire du camping avec sa famille, ce qui l'inspira dans l'écriture de ses chansons.
Veirs dit ne pas avoir écouté de la musique sérieusement jusqu'à ses 20 ans. Elle n'écoutait jusque-là que ce que l'on passait autour d'elle, chez elle ou à la radio, à savoir de la musique pop et classique.
Elle a été au Carleton College dans le Minnesota. Laura y étudia la géologie et le mandarin.
C'est à cette époque qu'elle commença un groupe punk féministe appelé Rair Kx.
Elle se mit à écrire des chansons lors d'une expédition géologique en Chine où elle servit de traductrice.
En 1999, elle sortit un album éponyme enregistré en concert, sur lequel on la retrouve seule avec sa guitare.
En 2003, elle sort l'album Troubled by fire avec un groupe au complet.
L'année suivante, elle signa chez Nonesuch Records pour sortir l'album Carbon Glacier, suivi de l'album Years of Meteors en août 2005. Son 6e album, Saltbreakers, est sorti en avril 2007. Chez Universal, elle sort July Flame début 2010, puis Tumble Bee en 2011.
En 2016 paraît l'album case/lang/veirs qu'elle a réalisé en trio avec k. d. lang et Neko Case. Laura Veirs sort un nouvel album le 13 avril 2018, intitulé The Lookout.

## Tournées
Laura Veirs tourne fréquemment en Europe, aux États-Unis et en Australie, tant en solo qu'avec son groupe Saltbreakers, constitué de Karl Blau à la basse et à la guitare, du claviériste Steve Moore et de son partenaire et producteur Tucker Martine à la batterie. Laura Veirs et Tucker Martine habitent aujourd'hui à Portland, dans l'Oregon.